# Kinder Scout
Kinder Scout är ett berg i Storbritannien.   Det ligger i grevskapet Derbyshire och riksdelen England, i den centrala delen av landet, 240 km nordväst om huvudstaden London. Toppen på Kinder Scout är 637 meter över havet. Kinder Scout ingår i Blackstone Edge.
Terrängen runt Kinder Scout är huvudsakligen lite kuperad. Kinder Scout är den högsta punkten i trakten. Runt Kinder Scout är det ganska tätbefolkat, med 166 invånare per kvadratkilometer. Trakten runt Kinder Scout består i huvudsak av gräsmarker.